# Катастрофа Ту-154 в Ленинграде
Катастрофа Ту-154 в Ленинграде — авиационная катастрофа, произошедшая в четверг 23 мая 1991 года. Авиалайнер Ту-154Б-1 предприятия «Аэрофлот» завершал регулярный рейс SU-8556 по маршруту Сухуми—Ленинград, но при посадке в аэропорту Пулково грубо сел на ВПП и разрушился на две части. Из находившихся на его борту 181 человека (174 пассажира и 7 членов экипажа) погибли 13 и ещё 38 получили ранения, также погибли 2 человека на земле.
Катастрофа рейса 8556 стала первой советской авиакатастрофой, которая получила открытую огласку и освещалась в прессе и на телевидении; до этого в СССР об авиакатастрофах практически ничего не сообщалось.

## Самолёт
Ту-154А (регистрационный номер СССР-85097, заводской 75A-097, серийный 0097) был выпущен Куйбышевским авиационным заводом (КуАПО) в феврале 1975 года. 29 марта того же года был передан МГА СССР, которое направило его в 235-й отдельный правительственный авиаотряд; от него 12 ноября 1976 года был передан авиакомпании «Аэрофлот» (1-й Ленинградский ОАО Ленинградского УГА). 23 февраля 1982 года был модифицирован, став Ту-154Б-1. Оснащён тремя турбовентиляторными двигателями НК-8-2У производства КМПО.

## Катастрофа
Рейс SU-8556 вылетел из сухумского аэропорта Бабушара в 10:21 MSK, его выполнял Ту-154Б-1 борт СССР-85097. Экипаж рейса 8556 состоял из 7 человек — командира В. К. Михайлова, второго пилота В. З. Пирожкова, штурмана В. С. Иванова, бортинженера А. Н. Суслина и трёх стюардесс. В салоне самолёта находились 174 пассажира — 160 взрослых и 14 детей.
После вылета самолёт занял эшелон 10 100 метров и взял курс на Ленинград.
В 12:39 КВС начал предпосадочную подготовку перед началом снижения и сказал экипажу, что посадка будет на правую ВПП с МК=100° по курсо-глиссадной системе. Но за 2 дня до катастрофы данная система была отключена, так как проходила плановое техническое обслуживание и контрольные лётные проверки. Это было указано в листе предупреждений, однако экипаж с ним не ознакомился. Также ещё в 12:30 экипаж прослушал информацию АТИС, из которой узнал данные о фактической погоде в аэропорту Пулково — кучево-дождевые разорванные облака высотой 1000 метров, видимость 10 километров. В 12:45 рейс 8556 начал снижение с высоты 10 100 метров, а в 12:51 вышел на связь с диспетчером подхода, который разрешил снижение до 3300 метров, а затем до 2700 и 1800 метров.
В 12:58 самолёт находился на высоте 1800 метров, когда экипаж перешёл на связь с диспетчером круга и сообщил ему, что заход будет осуществляться по приводам. Однако при этом экипаж контроля по локатору не запросил. Диспетчер круга разрешил снижение до 900 метров к третьему развороту, после завершения которого экипажу было передано разрешение на снижение до высоты круга — 600 метров. В это время погода в аэропорту Пулково уже значительно ухудшилась и, по данным на 13:00, шёл ливневый дождь, а небо было полностью затянуто кучево-дождевыми облаками высотой 270 метров. Это значительно осложняло посадку, однако экипаж рейса 8556 не получил информацию об ухудшении фактической погоды.
В 13:02:10 экипаж связался с диспетчером посадки и сообщил ему о выполнении четвёртого разворота на высоте 600 метров, на что в 13:03:15 диспетчер сообщил: Удаление 13 километров, правее курса 200 метров, подходите к глиссаде. Экипаж подтвердил полученную информацию, а в 13:03:48 на удалении 10,2 километра от торца ВПП (вместо положенных 12,5 километра) начал снижение. В 13:04:30 на высоте 400 метров и на расстоянии 7 километров от ВПП при приборной скорости 287 км/ч экипаж довыпустил закрылки на 45°, а через 5 секунд горизонтальный стабилизатор был установлен в положение −5,5°. 
Вертикальная скорость снижения в это время составляла 4,5 м/с. В 13:04:47 экипаж выполнил карту контрольных проверок перед посадкой, и на расстоянии 5700 метров от полосы командир доложил о готовности к посадке, на что через 4 секунды диспетчер ответил: Удаление 5 километров, на курсе, выше 10, посадку разрешаю. В 13:04:56 экипаж подтвердил разрешение на посадку и продолжил снижение.
В 13:05:08 на высоте 227 метров лайнер прошёл дальний приводной радиомаяк (ДПРМ), после чего экипаж увеличил вертикальную скорость снижения, и самолёт снизился ниже глиссады. Хотя посадка осуществлялась во время ливня, экипаж наблюдал наземные ориентиры и видел взлётную полосу. В 13:05:26, когда до ВПП было 3100 метров, штурман сообщил остальным пилотам о высоте в 150 метров и скорости 260 км/ч, но не дал команду «ОЦЕНКА», как это установлено за 30 метров до высоты принятия решения (ВПР). На удалении 2900 метров от ВПП рейс 8556 спустился ниже ВПР, а его вертикальная скорость в этот момент составляла 7,5 м/с, что вообще требовало прерывать посадку и уходить на второй круг. Однако КВС при проходе ВПР не сообщил экипажу своё решение. Второй пилот, видя, что параметры полёта по высоте и скорости снижения достигли предельных значений, а командир не говорит своего решения, нарушил свои обязанности и не инициировал уход на второй круг. Лишь в 13:05:28 был несколько увеличен режим работы двигателей, а штурвал отклонен «на себя», тем самым нос приподнялся, что на расстоянии 2150 метров от полосы снизило вертикальную скорость до 2 м/с, тогда как самолёт находился ниже глиссады на 40–50 метров. После того, как вертикальная скорость была снижена, экипаж вновь уменьшил тягу двигателей и отдал штурвал «от себя» (опустил нос). Штурман спросил КВС об оценке, на что тот ответил: Садимся. Лайнер в это время находился на удалении 1950 метров на высоте 60 метров над землёй и снижался с вертикальной скоростью 2–4 м/с.
В это время на диспетчерском пункте аэропорта, в нарушение ряда инструкций, произошла смена диспетчеров. При этом новый диспетчер не вёл радиообмен с рейсом 8556 и не контролировал его снижение, не заметив таким образом его спуск на 40 метров ниже посадочной глиссады. Однако экипаж при подходе к ближнему приводному радиомаяку (БПРМ) сам определил значительное снижение высоты и, когда лайнер находился в 40 метрах от земли, рычаги управления двигателями были установлены на 90 %, а штурвал взят «на себя». С перегрузкой 1,2g самолёт начал подъём с вертикальной скоростью 4 м/с. В результате в 13:05:53 на высоте 42 метра был пройден БПРМ, а в 13:06:01 высота достигла 60 метров. В таких условиях подобный манёвр должен был, по инструкциям, завершиться уходом на второй круг. Однако ещё при пролёте БПРМ экипаж принял решение садиться. В связи с этим РУДы были установлены на 66 %, а штурвал отдан «от себя». Данный манёвр привёл к появлению вертикальной перегрузки 0,9g, длившейся 10 секунд, из-за чего экипаж не заметил возрастание вертикальной скорости снижения, которая возросла до 7 м/с, а скорость полёта упала с 280 км/ч до 250 км/ч. На расстоянии 150 метров от ВПП лайнер снижался с отрицательным тангажом в 4–5°. Из-за проведённых манипуляций с регулировкой тяги двигателей (в нарушение РЛЭ самолёта), в самолёте возникла значительная перебалансировка, нарушившая его стабилизацию при заходе на посадку.
Примерно в 13:06:10, когда самолёт находился в 20 метрах от земли и снижался с вертикальной скоростью 7 м/с, экипаж осознал опасность жёсткой посадки, в результате чего тяга двигателей была тут же установлена на максимум, а штурвал полностью взят на себя, что начало снижать вертикальную скорость спуска, а также постепенно поднимать нос со скоростью 2,2°/с, но в 13:06:13 с приборной скоростью 250 км/ч и с вертикальной скоростью около 7 м/с летящий по курсу 100° рейс SU-8556 приземлился на концевую полосу безопасности. Касание произошло под относительным углом 1°, поэтому первое касание было стойкой носового шасси в 6,3 метра от ВПП, а затем основными шасси в 9,9–13,2 метра от ВПП. Из-за высокой вертикальной скорости при снижении в момент касания лайнер испытал перегрузку в 4,5g, в результате чего фюзеляж разломился в районе центральной части (49–53 шпангоуты). На большой скорости авиалайнер вылетел на бетонную полосу и начал разрушаться. Фюзеляж разорвало на три части, из которых хвостовую развернуло вправо и она осталась на ВПП, а средняя часть с крылом и частично отделившейся носовой вылетела вправо от полосы на 80 метров. Пожара на месте катастрофы не возникло.
В катастрофе погибли 15 человек — 13 пассажиров (в том числе 2 ребёнка) и 2 человека на земле, ранения получили 38 человек — 1 член экипажа (КВС) и 37 пассажиров.

## Расследование

### Выводы комиссии
Расследование производилось комиссией Госавианадзора СССР.
Причиной катастрофы явилось грубое приземление самолёта до торца ВПП с превышением расчётного значения по прочности при вертикальной перегрузке, что привело к разрушению конструкции.
Грубое приземление явилось следствием сочетания следующих факторов, связанных с отклонениями в действиях экипажа и диспетчеров посадки:
1. невыполнение экипажем предпосадочной подготовки в полном объёме, что привело к несогласованности действий членов экипажа в процессе снижения для захода на посадку по системе ОСП, значительному отклонению в вертикальной плоскости от расчётной траектории снижения и запоздалым действиям по их устранению. Несвоевременному устранению отклонений способствовало также отсутствие необходимой информации от диспетчера посадки, который не контролировал заход на ответственном участке от ДПРМ до БПРМ;
2. игнорирование экипажем необходимости ухода на второй круг при выходе параметров снижения за допустимые пределы, в том числе и на ВПР, что привело при исправлении допущенных отклонений к значительной разбалансировке самолёта в районе БПРМ и исключило возможность нормальной посадки. Разбалансировка была связана с недостаточным взаимодействием в экипаже, а также, возможно, и с иллюзорным восприятием и визуальной оценкой положения самолёта относительно ВПП в условиях ливневых осадков;
3. отсутствие у экипажа навыков предотвращения грубых приземлений, изложенных в рекомендациях МГА и РЛЭ Ту-154.

## Последствия
Приказом командира Ленинградского ОАО от 20.09.91 № 263 виновные в катастрофе привлечены к дисциплинарной ответственности.
Второму пилоту Пирожкову В.З. объявлен строгий выговор, он исключен из состава кандидатов на ввод в строй КВС, в его пилотском свидетельстве погашен талон нарушения № 1. Старший диспетчер УВД Орлов А.К. освобожден от занимаемой должности сроком на три месяца. Диспетчеру АКДП Благирову В.Н. объявлен строгий выговор. За недостатки в работе службы движения заместителю начальника аэропорта по УВД Цивинскому В.Д. объявлен строгий выговор. За недостатки летно-методической работы командиру ЛЭ Лабутину А.А., командиру летного отряда Илларионову А.И. объявлен строгий выговор. Заместителю командира ОАО по ОЛР Ермолаеву В.М. объявлен выговор. К пилоту-инструктору Михайлову В.К., исполняющему обязанности КВС, были приняты меры после окончания его временной нетрудоспособности.